# Владимир Ђукановић
Владимир Ђукановић (Београд, 2. март 1979), такође познат као Ђука, српски је политичар, адвокат и водитељ. У Народној скупштини Србије је од 2014. посланик Српске напредне странке.

## Детињство, младост и каријера
Ђукановић је дипломирани правник Универзитета у Београду.
Био је познати политички коментатор пре него што је постао народни посланик. Једно време је био водитељ радио-емисије Фокус на Свет плус инфо; овај програм је био познат, између осталог, по обележавању рођендана Ратка Младића и обележавању догађаја које је организовао покрет Образ.
Члан је СНС. На десној је страни странке и повремено има различита мишљења и ставове од руководства странке.
Ђукановић је 2013. године постао председник Скупштине Државне лутрије Србије, а на тој функцији је био до 2015. године.
Води ток-шоу под називом На крају дана са Ђуком на КЦН Коперникус.
Бави се адвокатуром у оквиру сопствене адвокатске канцеларије.